# سبک هندی
شعر به سبک هندی نمونه‌ای از سرایش شعر در ادبیات فارسی است که از قرن نهم هجری به بعد به‌وجود آمد. به علت استقبال دربار ادب پرور هند از شاعران پارسی گوی، و همچنین به علت عدم توجه پادشاهان صفوی به اشعار متداول مدحی، گروهی از گویندگان به هندوستان رفتند و در آنجا به کار شعر و شاعری پرداختند. به عقیده حمیدیان اگر مهاجرت و اقامت شعرا از نیمه دوم سده دهم به هند نمی‌بود سبک مشهور به هندی با همه ویژگی‌های آن چونان که در شعر عرفی‌ها و نظیری‌ها پدید است رخ نمی‌نمود. در سخن شعرای ساکن ایران نیز اگر از این رنگ، ته‌رنگی دیده می‌شود بی‌شک به تأثیر مهاجرین بزرگ در ایشان است. اینان به‌واسطهٔ دوری از مرکز زبان و تمایل به اظهار قدرت در بیان مفاهیم و نکات دقیق و حس نوجویی و تفنن دوستی و به سبب تأثیر زبان و فرهنگ هندی و دیگر عوامل محیط، سبکی به وجود آوردند که سبک هندی نامیده می‌شود. برخی از ادبا این سبک را سبک اصفهانی نیز نامیده‌اند. این سبک تقریباً از قرن نهم تا سیزدهم هجری ادامه داشت و از ویژگی‌های آن، تعبیرات و تشبیهات و کنایات ظریف و دقیق و باریک و ترکیبات و معانی پیچیده و دشوار را می‌توان نام برد.
سبک هندی از رودکی شروع می‌شود اما برخی نقطه آغاز آن را از زمان خاقانی می‌دانند. بسامد سبک هندی اما در سروده‌های رودکی و خاقانی بسیار پایین است. بابا فغانی را حافظ کوچک می‌نامند و او نیز از فعالان در عرصه سبک هندی به‌شمار می‌آید.

## عوامل پیدایش سبک هندی
- مذهب
- سفر به هند
- توسعهٔ اصفهان
- رفاه اقتصادی
- فتوحات غزنویان و راهیابی زبان فارسی به هندوستان
- علاقهٔ شاهان صفوی به فرهنگ[۴]

## ویژگی‌های سبک هندی
- خیال‌پردازی به افراط؛
- فراوانی تمثیل و ارسال المثل که شاعران سبک هندی برای توجیه ادعاهای عجیب و غریب خود از تمثیل استفاده می‌کنند؛
- به کار بردن لغات محاوره و الفاظ بازاری در شعر؛
- بیان احوال شخصی و عواطف و احساسات مربوط به زن و فرزند و خویشاوندان.
- تزاحم تصویری یا ایماژ های مرکب و تودرتو.

## سرایندگان سبک هندی
از میان گویندگانی که به این سبک شعر سروده‌اند نام اینان در خور ذکر است:
- ظهوری ترشیزی
- زینب النسا بیگم
- کلیم کاشانی
- صائب تبریزی
- نظیری نیشابوری
- عرفی شیرازی
- عبدالقادر بیدل دهلوی
- فاضل نظری
- غنی کشمیری
- وحید قزوینی
- طالب آملی
- ناطق مکرانی
- صابر کرمانی
- تأثیر تبریزی
- قاسم مشهدی
- مسیح کاشانی
- سلیم تهرانی
- محمد واعظ قزوینی
- رفیع مشهدی
- حزین لاهیجی
- قدسی مشهدی
- غلامرضا قدسی
- دانش مشهدی
- ظفرخان حسن
- محمدعلی شیرازی
- نجیب کاشانی
- میرنجات اصفهانی
- امیری فیروزکوهی
- یاور همدانی
- محمد قهرمان

## تک بیتی‌ها
از گویندگان این سبک، تک بیتی‌های نغز و دلاویزی برجای مانده‌است که اغلب صورت ضرب‌المثل پیدا کرده‌است.
| اقبال دشمن هرچه فزون‌تر شود نکوست |  | فواره چون بلند شود سرنگون شود |

؛
| دست طمع چو پیش کسان می‌کنی دراز |  | پل بسته‌ای که بگذری از آبروی خویش |

؛
| اظهار عجز پیش ستمگر ز ابلهی است |  | اشک کباب باعث طغیان آتش است |

؛
| آدمی پیر چو شد حرص جوان می‌گردد |  | خواب در وقت سحرگاه گران می‌گردد |

؛
| ریشهٔ نخل کهنسال از جوان افزون‌تر است |  | بیشتر دلبستگی باشد به دنیا پیر را |

| ما ز آغاز و ز انجام جهان بی‌خبریم |  | اول و آخر این کهنه کتاب افتاده‌است |
| روزگار اندر کمین بخت ماست        |  | دزد، دائم در پی خوابیده‌است        |
|                                  |  | (کلیم کاشانی)                     |

| عدو شود سبب خیر گر خدا خواهد |  | خمیر مایهٔ دکان شیشه‌گر سنگ است |
|                              |  | (طاهر قزوینی)                 |

؛
| اظهار عشق را به زبان احتیاج نیست |  | چندان که شد نگه به نگه آشنا بس است |
|                                  |  | (صائب تبریزی)                      |

؛
| خفته را گر خفتگان بیدار نتوانند کرد |  | چون مرا بیدار کرد از خواب، خواب دیگران؟ |
|                                     |  | (صائب تبریزی)                           |

؛
| نرمی ز حد مبر که چو دندان مار ریخت |  | هر طفل نی سوار کند تازیانه‌اش |
|                                    |  | (صائب تبریزی)                |